# Museo Iberoamericano del Títere
El Museo del Títere es un espacio municipal dedicado a la cultura y la historia del títere, instalado en las Bóvedas de Puerta de Tierra de la Bahía de Cádiz e inaugurado el 9 de agosto de 2012.
Ocupa unos mil quinientos metros, repartidos en dos plantas y distribuidos en las dieciocho bóvedas recuperadas.
En su exterior, el antiguo Patio de Guardia o de Tropa, se ha transformado en un espacio ajardinado con zonas reservadas para la representación de títeres y para dar marco a algunas actividades del Festival Internacional del Títere Ciudad de Cádiz.

## Contenido
Desde el 19 de mayo de 2013, el museo cuenta con una exposición permanente de Títeres del mundo'. 
Está pensado que pueda albergar la colección de títeres de La Tía Norica, con más de doscientos años de antigüedad y que tiene en su haber cientos de elementos, entre marionetas, forillos y atrezo.
La compañía La Tía Norica, fue distinguida con la Medalla de Oro al Mérito en las Bellas Artes y su conjunto artesanal declarado Bien de Interés Cultural por la Junta de Andalucía.

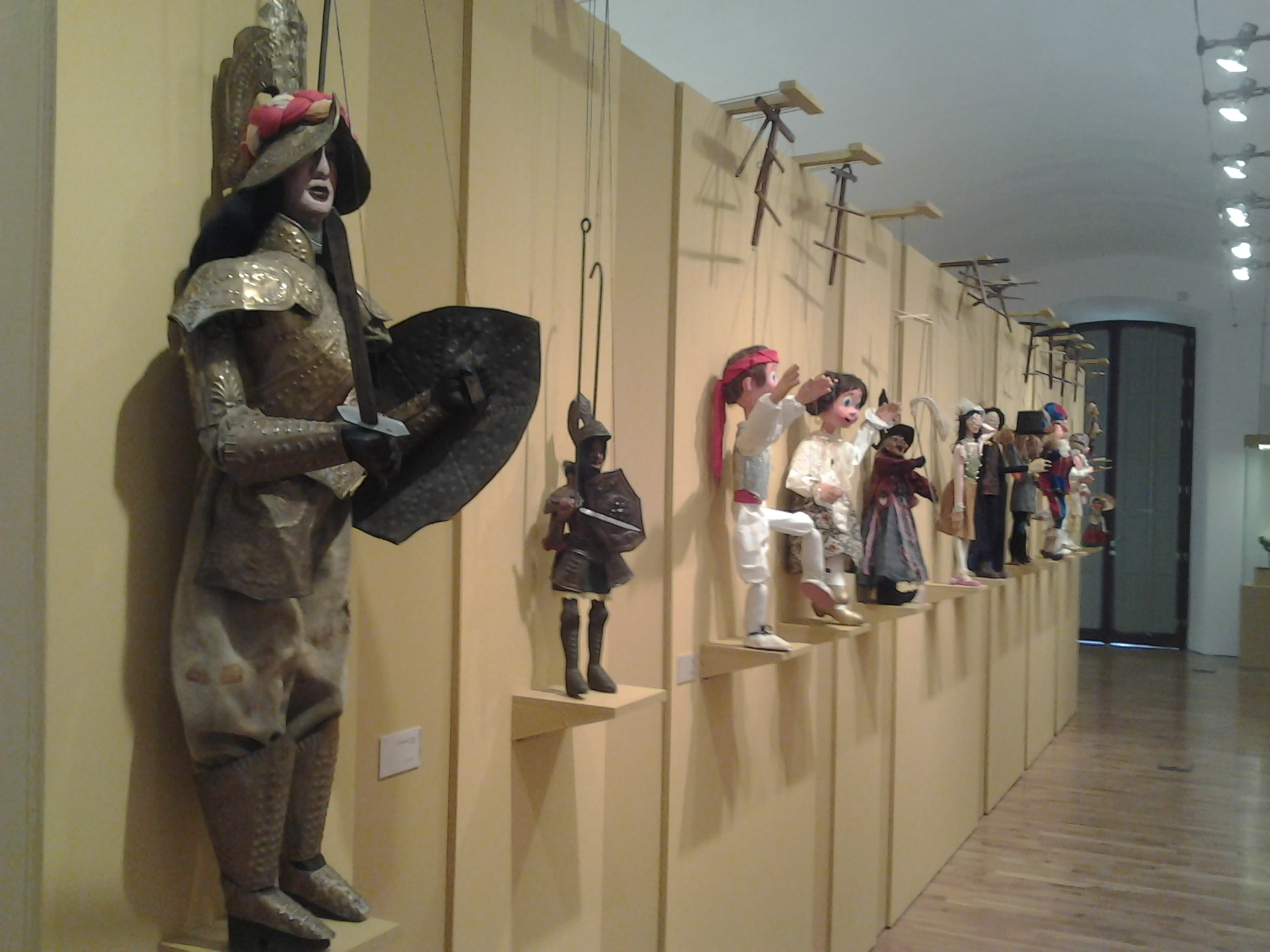
Sala de marionetas tradicionales

Entre las exposiciones temporales que ha albergado cabe mencionar:
- Muestra de títeres mexicanos de las colecciones de los hermanos Rosete Aranda.[3]
- Muestra fotográfica del "Teatro Mexicano Actual".